# Molanna moesta
Molanna moesta är en nattsländeart som beskrevs av Banks 1906. Molanna moesta ingår i släktet Molanna och familjen skivrörsnattsländor. Inga underarter finns listade i Catalogue of Life.